# Тшенсач (Куявсько-Поморське воєводство)
Тшенсач (пол. Trzęsacz, нім. Karolingen) — село в Польщі, у гміні Добрч Бидґозького повіту Куявсько-Поморського воєводства.
Населення — 294 особи (2011).
У 1975-1998 роках село належало до Бидгощського воєводства.

## Демографія
Демографічна структура станом на 31 березня 2011 року:
|          | Загалом | Допрацездатний вік | Працездатний вік | Постпрацездатний вік |
| -------- | ------- | ------------------ | ---------------- | -------------------- |
| Чоловіки | 145     | 26                 | 105              | 14                   |
| Жінки    | 149     | 28                 | 91               | 30                   |
| Разом    | 294     | 54                 | 196              | 44                   |